# NOS Studio Sportzomer
NOS Studio Sportzomer is een programma van de NOS dat wordt uitgezonden in de zomer tijdens grote zomersportevenementen zoals de Olympische Zomerspelen, het Europees kampioenschap voetbal mannen, het wereldkampioenschap voetbal en de Tour de France.
Studio Sportzomer bestaat uit een tafel met één presentator en meerdere gasten. Zij bespreken samen de dag, aan de hand van spraakmakende gebeurtenissen. Daarnaast is er plaats voor korte reportages, nieuws en prijsvragen.
Tijdens de Tour de France droeg het programma van 2013 tot 2014 de titel NOS Studio Sportzomer: De Avondetappe. Het programma was vanaf 2003 jaarlijks elke avond te zien tijdens de Tour en werd gepresenteerd door Mart Smeets. Vanaf 2016 is het programma terug, gepresenteerd door Dione de Graaff en Herman van der Zandt
Tijdens de Olympische Spelen 2012 droeg het programma de titel Londen Late Night, gepresenteerd door Mart Smeets.
Studio Sportzomer is sinds 2004 ook te zien tijdens Europese en wereldkampioenschappen voetbal. Tijdens deze toernooien wordt rechtstreeks uitgezonden vanuit het organiserende land en indien het Nederlands Elftal wordt uitgeschakeld of zich niet heeft geplaatst voor het EK of WK vanuit de studio's in Hilversum. De presentatie is in handen van Jack van Gelder. In 2014 is er geen editie van dit programma, vanwege het tijdsverschil met Brazilië. In plaats daarvan wordt tijdens dit WK het programma Studio Brazil met Henry Schut uitgezonden.
Het bovenstaande gold ook voor de Olympische Spelen 2016, die eveneens in Brazilië werden gehouden. De vervanger was toen Studio Olympic Parc, eveneens gepresenteerd door Henry Schut.
Gedurende de Olympische Winterspelen brengt de NOS het vergelijkbare programma NOS Studio Sportwinter. Dit programma werd in 2022 ook uitgezonden tijdens het WK voetbal in Qatar, aangezien dit WK niet in de zomer, maar in de winter plaatsvond.
In 2020 werd het programma niet op de gebruikelijke wijze uitgezonden omdat grote sportevenementen dat jaar werden afgelast vanwege de coronapandemie die eerder dat jaar uitbrak. In plaats daarvan zond de NOS in juli het programma 'Mijn sportzomer' uit, op toerbeurt gepresenteerd door Tom Egbers en Dione de Graaff. In 2021 werd tijdens het EK voetbal dat naar dat jaar werd verplaatst, het programma vervangen door Studio Europa. Tijdens de Olympische Spelen die eveneens naar dat jaar werden verplaatst, werd het programma vanuit Scheveningen uitgezonden omdat vanwege de coronapandemie geen buitenlanders naar Tokyo mochten afreizen.
In 2023 werd een programma met dezelfde titel uitgezonden om verslag te doen van alle sportevenementen die in de zomer plaatsvonden ter vervanging van het Sportjournaal.
Tijdens het EK voetbal van 2024 werd het programma uitgezonden als Studio Fußball en werd het gepresenteerd door Sjoerd van Ramshorst
Tijdens de Olympische Spelen van 2024 in Parijs werd het programma uitgezonden als Studio Parijs. De muziek aan het begin en einde van het programma werd hierbij in tegenstelling tot de voorgaande Olympische Spelen live ten gehore gebracht door Douwe Bob. Dit programma werd ook uitgezonden tijdens de Paralympische Spelen van 2024. Het werd toen uitgezonden als Studio Para Parijs.

## Seizoenen voetbal
| Seizoen   | Jaar               | Programmatitel      | Locatie studio                   | Herkenningsmelodie |
| --------- | ------------------ | ------------------- | -------------------------------- | --- |
| Seizoen 1 | EK 2004 (m)        |                     | Vilamoura                        | Nelly Furtado - Força (instrumentale versie)                                                                          |
| Seizoen 2 | WK 2006 (m)        |                     | Kirchzarten                      | Wir sind Helden - Wenn es passiert                                                                                    |
| Seizoen 3 | EK 2008 (m)        |                     | Duillier                         | Sina - Wänn nit jetzt wänn dä (Begin uitzending) One Night Only - Just for tonight (Einde uitzending)                 |
| Seizoen 4 | WK 2010 (m)        |                     | Johannesburg                     | Mafikizolo - Marabi                                                                                                   |
| Seizoen 5 | EK 2012 (m)        |                     | Krakau                           | Rilan & The Bombardiers - Happy Jack (Begin uitzending) Rudimental - Feel the love ft. John Newman (Einde uitzending) |
|           | WK 2014 (m)        | NOS Studio Brasil   | Studio 7 (NOS-gebouw), Hilversum | |
|           | EK 2016 (m)        | NOS Studio France   | Studio 7 (NOS-gebouw), Hilversum | |
|           | WK 2018 (m)        | NOS Studio Rusland  |                                  | |
|           | WK 2019 (v)        | NOS Studio France   |                                  | |
|           | EK 2020 (m) (2021) | NOS Studio Europa   | Studio 4 (Media Park) Hilversum  | Remme - The Moment |
|           | EK 2022 (v)        | NOS Studio Engeland |                                  | |
|           | EK 2024 (m)        | NOS Studio Fußball  | Groene Paviljoen, Baarn          | LOTTE - Mehr davon |

## Seizoenen Olympische Spelen
| Seizoen   | Jaar | Programmatitel                    | Locatie studio                                            | Herkenningsmelodie |
| --------- | ---- | --------------------------------- | --------------------------------------------------------- | --- |
| Seizoen 1 | 2004 |                                   | Athene                                                    | Dodgy - Good Enough |
| Seizoen 2 | 2008 |                                   | Beijing                                                   | Jolin Tsai - Love love love |
| Seizoen 3 | 2012 | London Late Night                 | Londen                                                    | Don Fardon - I'm Alive (begin uitzending) Handsome Poets - Sky on Fire (einde uitzending)                                         |
| Seizoen 4 | 2016 | Studio Olympic Park               | Rio de Janeiro                                            | Kaleidoscópio - Você Me Apareceu (begin uitzending) Dotan - Shadow Wind (einde uitzending)                                        |
| Seizoen 4 | 2016 | NOS Studio Rio                    | Rio de Janeiro                                            | |
| Seizoen 5 | 2021 | NOS Tokio Vandaag (samenvatting)  | Studio 7 (NOS-gebouw), Hilversum                          | |
| Seizoen 5 | 2021 | NOS Studio Tokio (praatprogramma) | Scheveningen (vanwege strenge coronamaatregelen in Tokio) | Alphaville uitgevoerd door Blaudzun (week 1), Son Mieux (week 1/2) en Steffen Morrison (week 2) - Big in Japan (einde uitzending) |
| Seizoen 6 | 2024 | NOS Studio Parĳs                  | Parijs                                                    | Diverse liedjes live gezongen door Douwe Bob.                                                                                     |
| Seizoen 6 | 2024 | NOS Studio Para Parĳs             | Parijs                                                    | |

1. ↑  bitfactory, Ook zonder Oranje hoge kijkcijfers voor EK voetbal. Over NOS (11 juli 2016). Geraadpleegd op 27 september 2024.
2. ↑  bitfactory, Het WK 2018 in Rusland en de NOS. Over NOS (31 mei 2018). Geraadpleegd op 27 september 2024.
3. ↑  bitfactory, Extra uitzendingen WK/Tour de France. Over NOS (4 juli 2019). Geraadpleegd op 27 september 2024.
4. ↑  bitfactory, WK-finale best bekeken programma van het jaar. Over NOS (8 juli 2019). Geraadpleegd op 27 september 2024.
5. ↑  Bekijk het WK in Studio 4 tijdens de uitzending van ‘NOS Studio WK 22’. Media Park (25 november 2022). Gearchiveerd op 30 november 2022. Geraadpleegd op 29 november 2022.
6. ↑  Michel, Thomas, De Sportzomer bij de NOS. Over NOS (2 juni 2022). Geraadpleegd op 27 september 2024.
7. ↑  van der Heijden, Rene, 14,5 miljoen mensen volgen het EK bij de NOS. Over NOS (16 juli 2024). Geraadpleegd op 27 september 2024.
8. ↑  Meiden, Janick van der, M3's paviljoen is locatie van NOS Studio Fußball. M3 Architecten (17 juni 2024). Geraadpleegd op 8 september 2024.
9. ↑  bitfactory, Mooie kijkcijfers na een week Rio. Over NOS. Nederlandse Omroep Stichting (12 augustus 2016). Geraadpleegd op 8 september 2024.
10. 1 2  Buesink, Henk, NOS Studio Tokio: live vanuit Scheveningen én Japan. Over NOS. Nederlandse Omroep Stichting (20 juli 2021). Geraadpleegd op 8 september 2024.
11. ↑  Heijden, Rene van der, De Olympische Spelen in Parijs volg je bij de NOS. Over NOS. Nederlandse Omroep Stichting (19 juli 2024). Geraadpleegd op 8 september 2024.
12. ↑  Wit, Onno Duyvene de, Meer aandacht dan ooit voor Paralympische Spelen. Over NOS. Nederlandse Omroep Stichting (30 juli 2024). Geraadpleegd op 8 september 2024.